# 红卫乡
红卫乡是中国陕西省安康市石泉县下辖的一个乡。

## 行政区划
红卫乡下辖以下行政区：
齐心村、双河村、秋树坝村、奋家沟村、云阳村、水田坪村、沙坝村、官田村、南沟村